# Karl Bartos
Karl Bartos (Berchtesgaden, 31 de maio de 1952) é um músico alemão. Foi, entre 1975 e 1991, juntamente com Wolfgang Flür, um percussionista eletrônico no grupo de música electrónica Kraftwerk. Ele foi originalmente recrutado para tocar na turnê americana do álbum Autobahn. Além de tocar percussão, Bartos foi creditado na composições dos álbuns The Man Machine, Computer World, e Electric Cafe, tendo participado do vocal neste último.
Desde 2004, Karl leciona "Design de Mídia Auditiva" na Berlin University of Arts. E, a partir do final da década passada, começou a trabalhar em projetos multimídia.
Em 2008, o músico esteve no Brasil e se apresentou em São Paulo, Brasília e Porto Alegre, nos dias 9,10 e 11 de outubro, respectivamente.

## Discografia
Com o Kraftwerk
- 1975: Radio-Activity
- 1977: Trans-Europe Express
- 1978: The Man Machine
- 1981: Computer World
- 1983: Tour de France (single)
- 1986: Electric Cafe
- 1991: The Mix (programação de som) (não creditado)

Com Elektric Music (posteriormente "Electric Music", projeto solo de Bartos)
- 1993: Esperanto
- 1998: Electric Music

Com Electronic (Bernard Sumner e Johnny Marr)
- 1996: Raise the Pressure

Como Karl Bartos
- 2000: "15 Minutes of Fame" (single)
- 2003: Communication (álbum)
- 2004: "Camera Obscura" (single)

Não lançados
- 2007: Moebius Redux – Ein Leben in Bildern / Une vie en images / A Life in Pictures (trilha sonora original)